# Florent Schmitt
Florent Schmitt (født 14. marts 1870 i Blamont, Frankrig, død 17. juli 1958 i Neuilly-sur-Seine, Paris, Frankrig) var en fransk komponist.
Som komponist gjorde han sig mest gældende med værker af større format, tit litterært inspireret.
Han komponerede balletter, klaversuiter, scenemusik, kammermusik, en strygekvartet, klaverstykker, sange, korværker, orgel- og orkesterværker, og 2 symfonier.

## Udvalgte værker
- Symfoni nr. 1 "Janiana" (1941) - for strygeorkester
- Symfoni nr. 2 (1958) - for orkester
- Symfoni Koncertante (1928-1931) - for klaver og orkester
- "Legende " (1918) - for saxofon eller bratsch eller violin og orkester